# New York Liberty 2006
La stagione 2006 delle New York Liberty fu la 10ª nella WNBA per la franchigia.
Le New York Liberty arrivarono quinte nella Eastern Conference con un record di 11-23, non qualificandosi per i play-off.

## Roster
| N° | Naz.                      | Ruolo | Sportivo              | Anno | Alt. | Peso |
| -- | ------------------------- | ----- | --------------------- | ---- | ---- | ---- |
| 3  | Stati Uniti (bandiera)    | AC    | Iciss Tillis          | 1981 | 196  | 75   |
| 5  | Stati Uniti (bandiera)    | G     | Erin Thorn            | 1981 | 178  | 68   |
| 6  | Stati Uniti (bandiera)    | G     | Kiesha Brown          | 1976 | 175  | 66   |
| 10 | Stati Uniti (bandiera)    | G     | Sherill Baker         | 1982 | 173  | 57   |
| 14 | Costa d'Avorio (bandiera) | C     | Christelle N'Garsanet | 1983 | 191  | 76   |
| 17 | Stati Uniti (bandiera)    | C     | Kelly Schumacher      | 1977 | 196  | 83   |
| 20 | Stati Uniti (bandiera)    | GA    | Shameka Christon      | 1982 | 185  | 79   |
| 21 | Stati Uniti (bandiera)    | G     | Loree Moore           | 1983 | 175  | 75   |
| 22 | Stati Uniti (bandiera)    | A     | Ashley Battle         | 1982 | 183  | 83   |
| 25 | Stati Uniti (bandiera)    | G     | Becky Hammon          | 1977 | 168  | 61   |
| 31 | Stati Uniti (bandiera)    | A     | Ambrosia Anderson     | 1984 | 183  | 76   |
| 32 | Francia (bandiera)        | G     | Émilie Gomis          | 1983 | 175  | 61   |
| 33 | Stati Uniti (bandiera)    | A     | Cathrine Kraayeveld   | 1981 | 193  | 82   |
| 54 | Stati Uniti (bandiera)    | A     | Barbara Farris        | 1976 | 191  | 88   |

## Staff tecnico
- Allenatore: Pat Coyle
- Vice-allenatori: Nick DiPillo, Marianne Stanley